# Laurin Heinrich

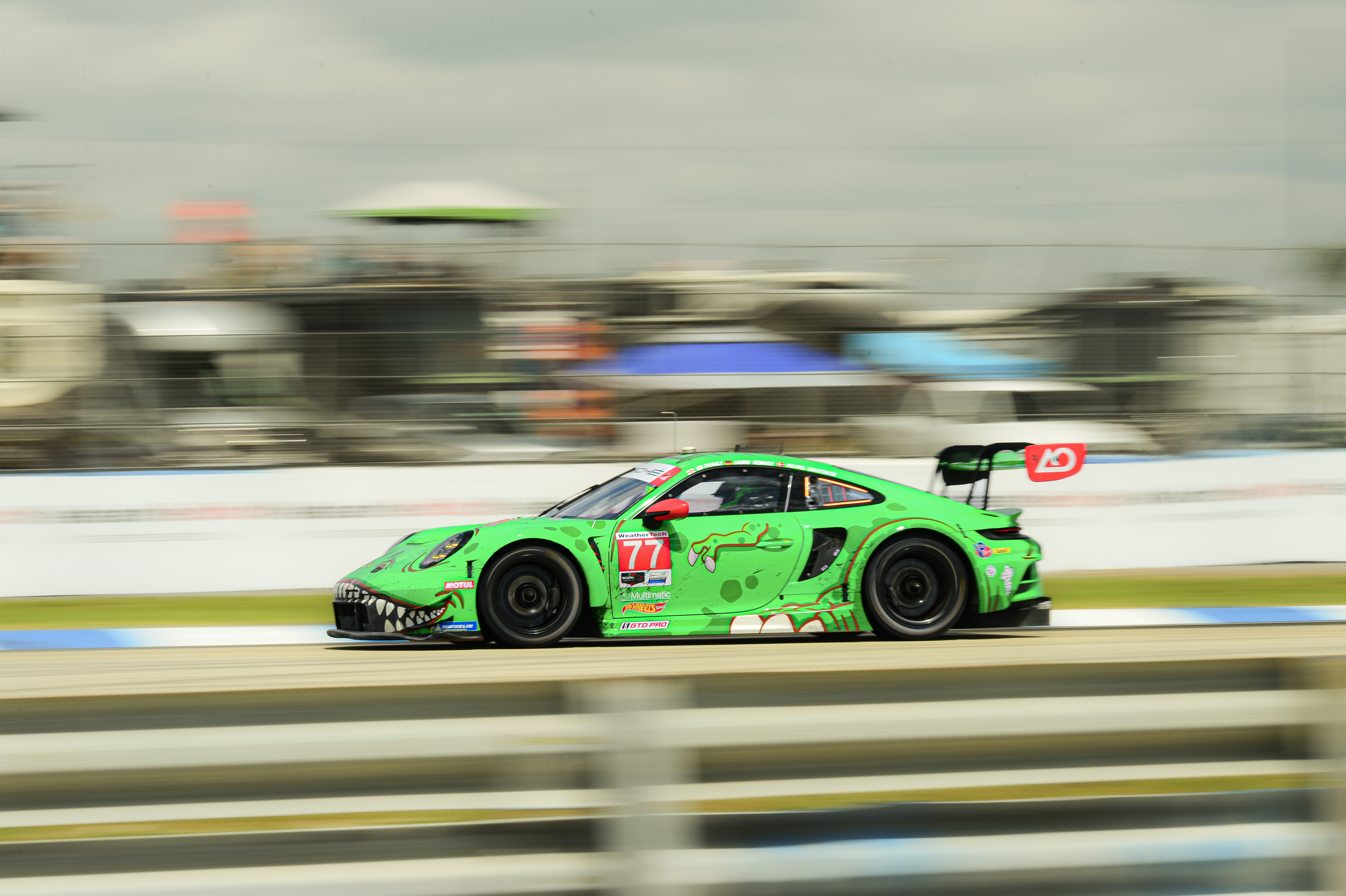
Der von Laurin Heinrich beim 12-Stunden-Rennen von Sebring 2024 gefahrene Porsche 911 GT3 R (992)

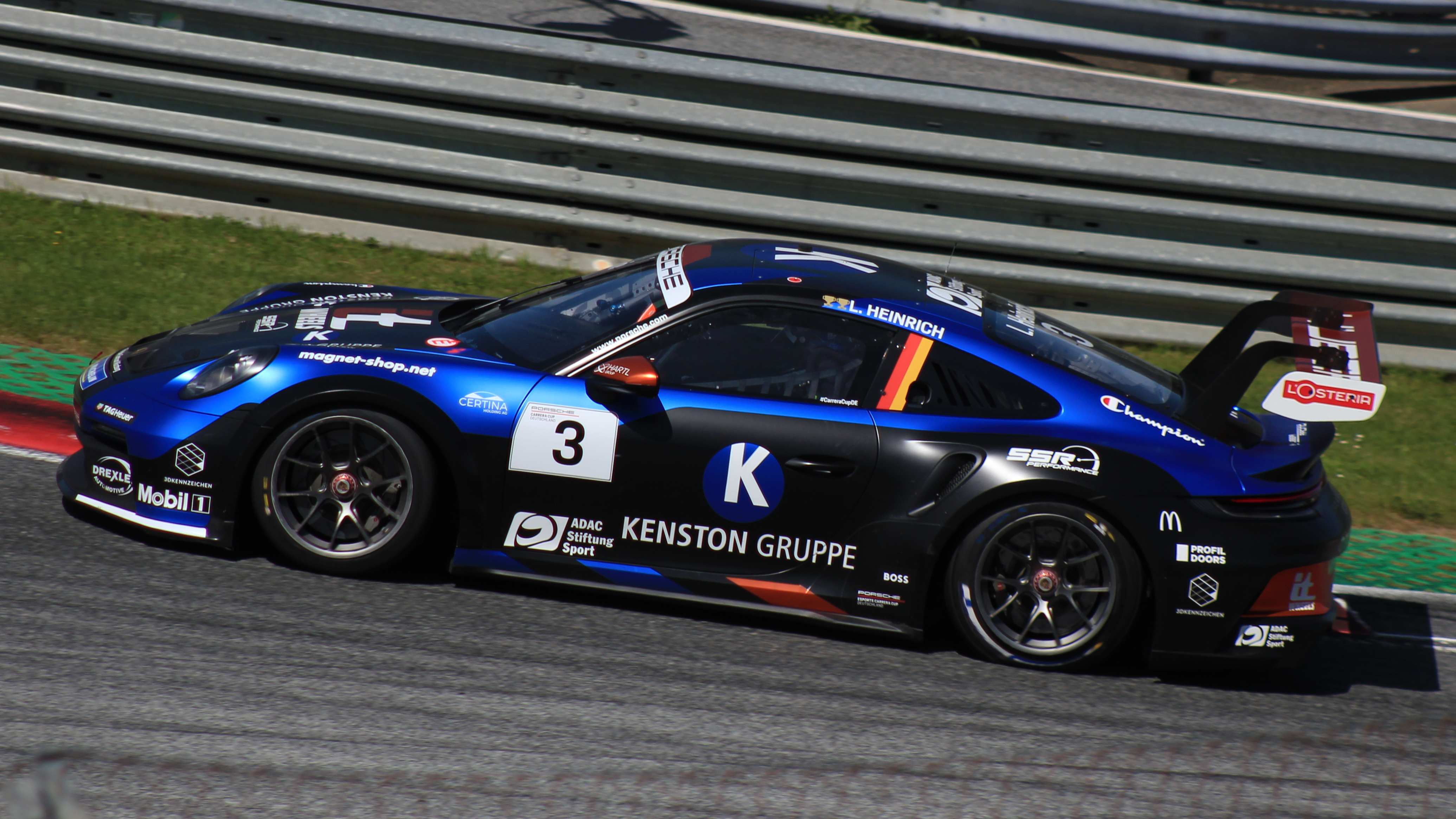
Laurin Heinrich 2022 beim Porsche Carrera Cup Deutschland auf dem Red Bull Ring

Laurin Heinrich (* 26. September 2001) ist ein deutscher Automobilrennfahrer.

## Karriere
Laurin Heinrich begann 2009 seine Motorsportkarriere und stieg 2017 in der ADAC Formel 4 ein.
In der Saison 2019 trat er im Porsche Super Sports Cup des Porsche Sports Cup Deutschland an und gewann die Meisterschaft.
Von 2019 bis 2022 ging er im Porsche Carrera Cup Deutschland an den Start. In der ersten Saison bestritt er als Gaststarter ein Rennen mit dem Team CARTECH Motorsport by Nigrin. Danach wechselte er zum Team T3-HRT Motorsport. Seit 2021 fährt er im Team Huber Racing. Sein bislang größter Erfolg in dieser Rennserie ist der Meistertitel 2022.
Im Porsche Supercup startete er von 2020 bis 2022. Im ersten Jahr war er als Gaststarter für das Team MRS GT-Racing an einem Rennwochenende dabei. Wie auch im Carrera Cup Deutschland tritt er seit 2021 für Huber Racing die Rennen an. Die Saison 2022 beendete er mit dem dritten Platz in der Gesamtwertung.
2022 ging er mit einem Porsche 911 GT3 Cup (Typ 992) beim 24-Stunden-Rennen von Dubai in der 24H GT Series an den Start.
Parallel startete er in verschiedenen Simracing-Rennserien. Seine beste Platzierung in einem Simracing-Rennen erzielte er 2020 beim iRacing 24 Hours of Nürburgring in der GT3-Klasse, die er gewann.
Seit 2022 ist Heinrich im Porsche Junior-Programm für Nachwuchsfahrer.
2023 trat er für das KÜS Team Bernhard in der DTM an. Dort fuhr er einen Porsche 911 GT3 R, sein Teamkollege war Ayhancan Güven.

## Statistik

### Sebring-Ergebnisse
| Jahr | Team      | Fahrzeug                | Teamkollege         | Teamkollege        | Platzierung             | Ausfallgrund |
| ---- | --------- | ----------------------- | ------------------- | ------------------ | ----------------------- | ------------ |
| 2024 | AO Racing | Porsche 911 GT3 R (992) | Michael Christensen | Sebastian Priaulx  | Rang 28                 |              |
| 2025 | AO Racing | Porsche 911 GT3 R (992) | Klaus Bachler       | Alessio Picariello | Rang 19 und Klassensieg |              |